# Románia a 2010. évi téli olimpiai játékokon

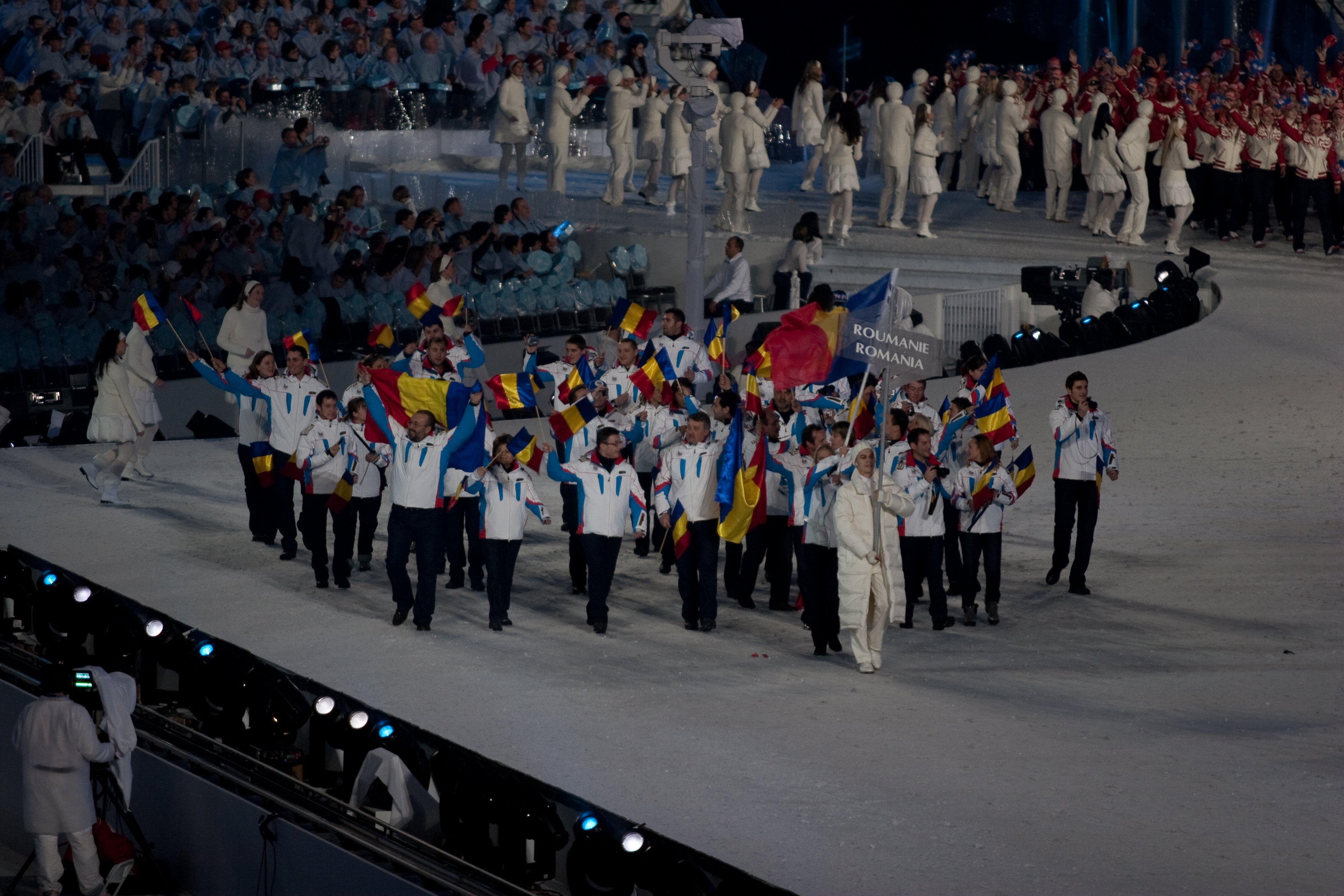
Románia olimpiai küldöttsége a megnyitón

Románia a kanadai Vancouverben megrendezett 2010. évi téli olimpiai játékok egyik részt vevő nemzete volt. Az országot az olimpián 9 sportágban 28 sportoló képviselte, akik érmet nem szereztek.

## Alpesisí
Férfi
| Versenyző        | Versenyszám      | 1. futam      | 1. futam      | 2. futam | 2. futam | Összesítés    | Összesítés    |
| Versenyző        | Versenyszám      | Idő           | Hely.         | Idő      | Hely.    | Idő           | Helyezés      |
| ---------------- | ---------------- | ------------- | ------------- | -------- | -------- | ------------- | ------------- |
| Ioan-Gabriel Nan | Műlesiklás       | nem ért célba | nem ért célba | kiesett  | kiesett  | kiesett       | kiesett       |
| Ioan-Gabriel Nan | Óriás-műlesiklás | 1:23,86       | 54.           | 1:26,15  | 49.      | 2:50,01       | 49.           |
| Dragoș Staicu    | Lesiklás         |               |               |          |          | nem ért célba | nem ért célba |

Női
| Versenyző   | Versenyszám | Eredmény      | Helyezés      |
| ----------- | ----------- | ------------- | ------------- |
| Miklós Edit | Lesiklás    | nem ért célba | nem ért célba |

## Biatlon
Női
| Versenyző                                             | Versenyszám         | Lövőhiba    | Időeredmény | Helyezés |
| ----------------------------------------------------- | ------------------- | ----------- | ----------- | -------- |
| Ferencz Réka                                          | 15 km egyéni        | 4 (2+0+1+1) | 48:54,9     | 74.      |
| Dana Plotogea                                         | 7,5 km sprint       | 0 (0+2)     | 22:12,3     | 49.      |
| Dana Plotogea                                         | 10 km üldözőverseny | 3 (0+0+2+1) | 36:38,8     | 52.      |
| Dana Plotogea                                         | 15 km egyéni        | 7 (1+3+1+2) | 51:01,1     | 81.      |
| Mihaela Purdea                                        | 7,5 km sprint       | 1 (0+1)     | 21:52,2     | 39.      |
| Mihaela Purdea                                        | 10 km üldözőverseny | 4 (1+0+0+3) | 36:08,5     | 49.      |
| Mihaela Purdea                                        | 15 km egyéni        | 3 (0+2+0+1) | 45:27,7     | 41.      |
| Alexandra Stoian                                      | 7,5 km sprint       | 4 (3+1)     | 24:04,6     | 85.      |
| Tófalvi Éva                                           | 7,5 km sprint       | 0 (0+0)     | 20:45,1     | 14.      |
| Tófalvi Éva                                           | 10 km üldözőverseny | 2 (0+1+0+1) | 32:26,3     | 19.      |
| Tófalvi Éva                                           | 15 km egyéni        | 1 (0+0+0+1) | 42:43,4     | 11.      |
| Tófalvi Éva                                           | 12,5 km tömegrajtos | 5 (0+1+2+2) | 38:00,7     | 24.      |
| Dana Plotogea Tófalvi Éva Mihaela Purdea Ferencz Réka | 4 × 6 km váltó      | 7 (0+1 0+6) | 1:12:32,9   | 10.      |

## Bob
Férfi
| Versenyző                                                              | Versenyszám | 1. futam | 1. futam | 2. futam | 2. futam | 3. futam | 3. futam | 4. futam | 4. futam | Összesítés | Összesítés |
| Versenyző                                                              | Versenyszám | Idő      | Hely.    | Idő      | Hely.    | Idő      | Hely.    | Idő      | Hely.    | Idő        | Helyezés   |
| ---------------------------------------------------------------------- | ----------- | -------- | -------- | -------- | -------- | -------- | -------- | -------- | -------- | ---------- | ---------- |
| Nicolae Istrate Florin Cezar Craciun                                   | Kettes      | 52,19    | 10.      | 52,41    | 9.       | 52,40    | 14.      | 52,43    | 11.*     | 3:29,43    | 11.        |
| Nicolae Istrate Florin Cezar Craciun Ionuț Andrei Ioan Dănuț Dovalciuc | Négyes      | 52,05    | 18.      | 52,00    | 15.      | 52,34    | 15.      | 52,50    | 16.      | 3:28,89    | 15.        |

* - egy másik csapattal azonos időt értek el
Női
| Versenyző                          | Versenyszám | 1. futam | 1. futam | 2. futam | 2. futam | 3. futam | 3. futam | 4. futam | 4. futam | Összesítés | Összesítés |
| Versenyző                          | Versenyszám | Idő      | Hely.    | Idő      | Hely.    | Idő      | Hely.    | Idő      | Hely.    | Idő        | Helyezés   |
| ---------------------------------- | ----------- | -------- | -------- | -------- | -------- | -------- | -------- | -------- | -------- | ---------- | ---------- |
| Carmen Radenovici Alina Vera Savin | Kettes      | 54,41    | 18.      | 54,46    | 16.      | 54,82    | 19.      | 54,58    | 16.*     | 3:38,27    | 15.        |

* - egy másik csapattal azonos időt értek el

## Műkorcsolya
| Versenyző      | Versenyszám  | Rövid program | Rövid program | Kűr     | Kűr     | Összesítés | Összesítés |
| Versenyző      | Versenyszám  | Pont          | Hely.         | Pont    | Hely.   | Pont       | Helyezés   |
| -------------- | ------------ | ------------- | ------------- | ------- | ------- | ---------- | ---------- |
| Kelemen Zoltán | Férfi egyéni | 51,95         | 29.           | kiesett | kiesett | kiesett    | kiesett    |

## Rövidpályás gyorskorcsolya
Női
| Versenyző      | Versenyszám | Előfutam | Előfutam | Negyeddöntő | Negyeddöntő | Elődöntő | Elődöntő | B döntő | B döntő | Döntő   | Döntő   | Helyezés |
| Versenyző      | Versenyszám | Idő      | Hely.    | Idő         | Hely.       | Idő      | Hely.    | Idő     | Hely.   | Idő     | Hely.   | Helyezés |
| -------------- | ----------- | -------- | -------- | ----------- | ----------- | -------- | -------- | ------- | ------- | ------- | ------- | -------- |
| Kristó Katalin | 1500 m      | 2:36,022 | 4.       |             |             | kiesett  | kiesett  | kiesett | kiesett | kiesett | kiesett | 24.      |

## Síakrobatika
Krossz
| Versenyző        | Versenyszám | Selejtező | Selejtező | Nyolcaddöntő | Negyeddöntő | Elődöntő | Döntő   | Helyezés |
| Versenyző        | Versenyszám | Idő       | Hely.     | Nyolcaddöntő | Negyeddöntő | Elődöntő | Döntő   | Helyezés |
| ---------------- | ----------- | --------- | --------- | ------------ | ----------- | -------- | ------- | -------- |
| Ruxandra Nedelcu | Női         | 1:23,04   | 33.       | kiesett      | kiesett     | kiesett  | kiesett | 33.      |

## Sífutás
Férfi
| Versenyző                 | Versenyszám  | Selejtező | Selejtező | Negyeddöntő | Negyeddöntő | Elődöntő | Elődöntő | Döntő         | Döntő         |
| Versenyző                 | Versenyszám  | Idő       | Hely.     | Idő         | Hely.       | Idő      | Hely.    | Idő           | Helyezés      |
| ------------------------- | ------------ | --------- | --------- | ----------- | ----------- | -------- | -------- | ------------- | ------------- |
| Paul Constantin Pepene    | 15 km        |           |           |             |             |          |          | 35:33,7       | 37.           |
| Paul Constantin Pepene    | 30 km        |           |           |             |             |          |          | 1:19:34,1     | 29.           |
| Petrică Hogiu             | 15 km        |           |           |             |             |          |          | 36:39,5       | 57.           |
| Petrică Hogiu             | 30 km        |           |           |             |             |          |          | nem ért célba | nem ért célba |
| Paul Pepene Petrică Hogiu | Csapatsprint | 19:09,2   | 9.        |             |             |          |          | kiesett       | 17.           |

Női
| Versenyző     | Versenyszám | Selejtező | Selejtező | Negyeddöntő | Negyeddöntő | Elődöntő | Elődöntő | Döntő     | Döntő    |
| Versenyző     | Versenyszám | Idő       | Hely.     | Idő         | Hely.       | Idő      | Hely.    | Idő       | Helyezés |
| ------------- | ----------- | --------- | --------- | ----------- | ----------- | -------- | -------- | --------- | -------- |
| György Mónika | Sprint      | 3:58,32   | 44.       | kiesett     | kiesett     | kiesett  | kiesett  | kiesett   | 44.      |
| György Mónika | 10 km       |           |           |             |             |          |          | 27:19,5   | 42.      |
| György Mónika | 15 km       |           |           |             |             |          |          | 45:37,5   | 54.      |
| György Mónika | 30 km       |           |           |             |             |          |          | 1:44:03,5 | 46.      |

## Szánkó
| Versenyző                   | Versenyszám | 1. futam   | 1. futam   | 2. futam      | 2. futam      | 3. futam   | 3. futam   | 4. futam   | 4. futam   | Összesítés | Összesítés |
| Versenyző                   | Versenyszám | Idő        | Hely.      | Idő           | Hely.         | Idő        | Hely.      | Idő        | Hely.      | Idő        | Helyezés   |
| --------------------------- | ----------- | ---------- | ---------- | ------------- | ------------- | ---------- | ---------- | ---------- | ---------- | ---------- | ---------- |
| Valentin Crețu              | Férfi egyes | 49,726     | 32.        | 50,224        | 32.           | 49,931     | 32.        | 49,594     | 30.        | 3:19,475   | 31.        |
| Raluca Strămaturaru         | Női egyes   | 42,475     | 23.        | 42,198        | 19.           | 42,815     | 25.        | 42,584     | 22.        | 2:50,072   | 21.        |
| Mihaela Chiriaș             | Női egyes   | 43,494     | 28.        | nem ért célba | nem ért célba | kiesett    | kiesett    | kiesett    | kiesett    | kiesett    | kiesett    |
| Violeta Strămăturaru        | Női egyes   | nem indult | nem indult | nem indult    | nem indult    | nem indult | nem indult | nem indult | nem indult | nem indult | nem indult |
| Cosmin Chetroiu Ionuț Țăran | Kettes      | 42,360     | 18.        | 42,271        | 17.           |            |            |            |            | 1:24,631   | 17.        |
| Paul Ifrim Andrei Anghel    | Kettes      | 43,007     | 20.        | 42,466        | 19.           |            |            |            |            | 1:25,473   | 20.        |

## Szkeleton
| Versenyző             | Versenyszám | 1. futam | 1. futam | 2. futam | 2. futam | 3. futam | 3. futam | 4. futam | 4. futam | Összesítés | Összesítés |
| Versenyző             | Versenyszám | Idő      | Hely.    | Idő      | Hely.    | Idő      | Hely.    | Idő      | Hely.    | Idő        | Helyezés   |
| --------------------- | ----------- | -------- | -------- | -------- | -------- | -------- | -------- | -------- | -------- | ---------- | ---------- |
| Maria Marinela Mazilu | Női         | 57,10    | 19.      | 57,03    | 19.      | 58,14    | 19.      | 57,65    | 19.      | 3:49,92    | 19.        |